# Old Money
"Old Money" (no Brasil, "Dinheiro de Velho") é o décimo sétimo episódio da segunda temporada da série de televisão de animação norte-americana The Simpsons, transmitido originalmente pelo canal de televisão Fox Broadcasting Company nos Estados Unidos na noite de 28 de março de 1991. No episódio, a nova namorada de Abraham Simpson do Castelo dos Aposentados falece, e o deixa com 106 mil dólares. Ele decide gastar o dinheiro em um cassino, mas é interrompido por Homer, que então decide usá-lo na reforma da casa de repouso.
O episódio teve o seu enredo escrito por Jay Kogen e Wallace Wolodarsky, e foi dirigido por David Silverman. A atriz Audrey Meadows foi convidada ao seriado para interpretar a personagem Beatrice "Bea" Simmons, que foi a nova namorada de Abraham. O personagem Professor Frink faz sua primeira aparição de sempre neste episódio. "Old Money" contém referências culturais a filmes como Tom Jones (1963) e If I Had a Million (1932), e a franquias como Star Wars e Batman. O episódio foi assistido por cerca de 21,2 milhões de telespectadores, sendo o programa de maior audiência da Fox nessa semana, segundo as estatísticas publicadas pelo serviço de mediação de audiências Nielsen Ratings. Além disso, foi recebido com opiniões mistas a partir dos analistas especializados em televisão.

## Produção

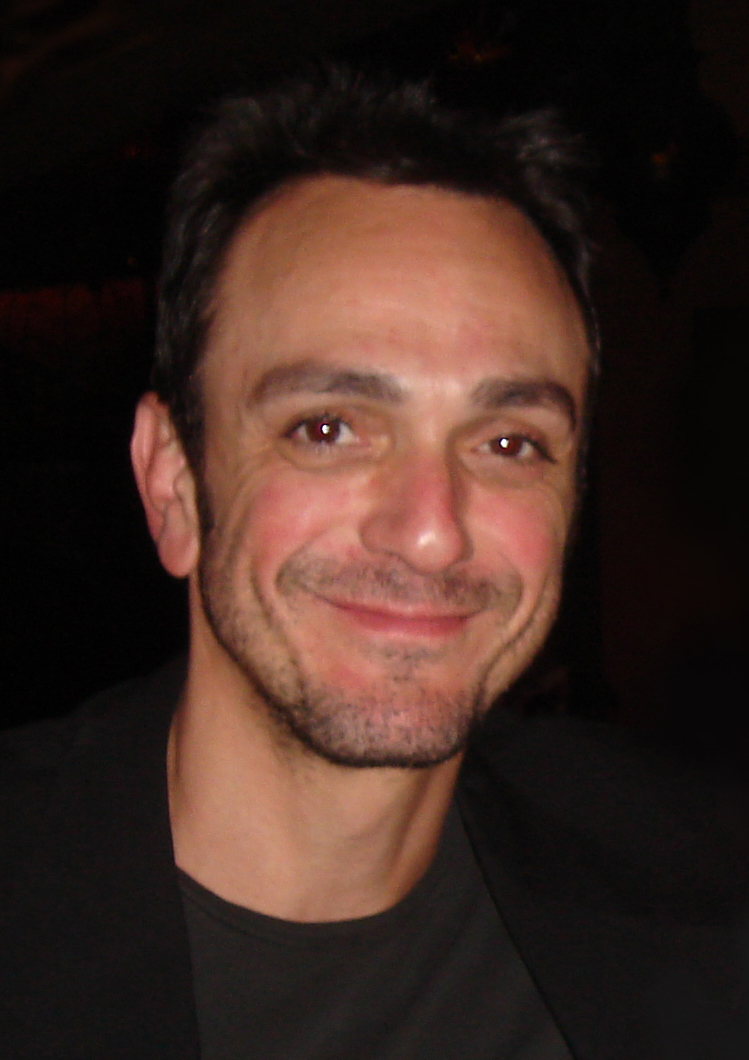
O membro do elenco Hank Azaria forneceu voz ao novo personagem, o Professor Frink.

O episódio foi escrito por Jay Kogen e Wallace Wolodarsky, e dirigido por David Silverman. O safári que a família Simpson visita no episódio foi baseado no safári móvel Lion Country Safari, localizado em Loxahatchee, Condado de Palm Beach, Flórida, que Kogen costumava visitar quando era mais novo. "Old Money" foi o primeiro episódio a caracterizar o nome completo do vovô, Abraham Simpson. Matt Groening, criador da série, nomeou os principais personagens em homenagem aos seus próprios familiares (com exceção de Bart, um anagrama de moleque, que ele substituiu por seu próprio nome). Ele autorizou aos roteiristas que escolhessem um nome; eles optaram por "Abraham", não sabendo que este era também o nome do avô de Groening.
O personagem agora recorrente, Professor Frink, fez sua primeira aparição na série neste episódio. Frink foi originalmente escrito como um cientista louco, mas quando o membro do elenco Hank Azaria cedeu a voz para Frink, pareceu similar ao personagem de Jerry Lewis no filme The Nutty Professor (1963), fazendo com que os roteiristas optassem por parodiá-lo. O episódio conta com a participação da atriz americana Audrey Meadows como Beatrice Simmons. Al Jean, produtor executivo do programa, disse que Meadows era perfeita para o papel, por ser muito doce, e ainda revelou que a equipe se divertiu muito durante as sessões de gravação com ela.

## Enredo
Após mais um domingo sem brilho com a família Simpson, Abraham conhece Beatrice "Bea" Simmons, uma residente do Castelo dos Aposentados de Springfield. Eles marcam um encontro e se apaixonam. Quando o aniversário de Bea se aproxima, Homer convence o seu pai a ir a um passeio com a família até um safári. O passeio faz Abraham perder o aniversário de Bea. No safári, o carro da família fica preso na lama e leões começam a rodeá-los, prendendo-os durante a noite. Após um trabalhador local ajudá-los, guiando os leões para fora, Abraham volta para casa à espera de se encontrar com a sua amada. No entanto, ele recebe a notícia da morte dela, causada por um estouro no ventrículo. Ele se recusa a falar com Homer, pois culpa-o por impedi-lo de participar da festa de aniversário de Bea e de estar com ela em seus momentos finais, e jura jamais perdoá-lo.
Abraham recebe a herança de Bea, avaliada em um montante de USD 106 mil, de Lionel Hutz. Desorientado, ele começa a comprar coisas para si mesmo, até que o fantasma de Bea aparece e sugere que use o dinheiro para ajudar outras pessoas, e ainda que perdoe Homer. No fim, ele decide tentar dobrar seu dinheiro em jogos de azar em um cassino, mas Homer impede-o a tempo, uma vez que o vovô teria perdido toda a herança na roleta. Abraham perdoa Homer e decide gastar o resto da herança na reforma da casa de repouso e adiciona um novo cômodo em homenagem a Bea.

## Referências culturais

Referência à pintura Nighthawks (1942) de Edward Hopper.